# Convocazioni alla Piemonte Woman Cup 2010
Elenco delle giocatrici convocate per la Piemonte Woman Cup 2010.

## 

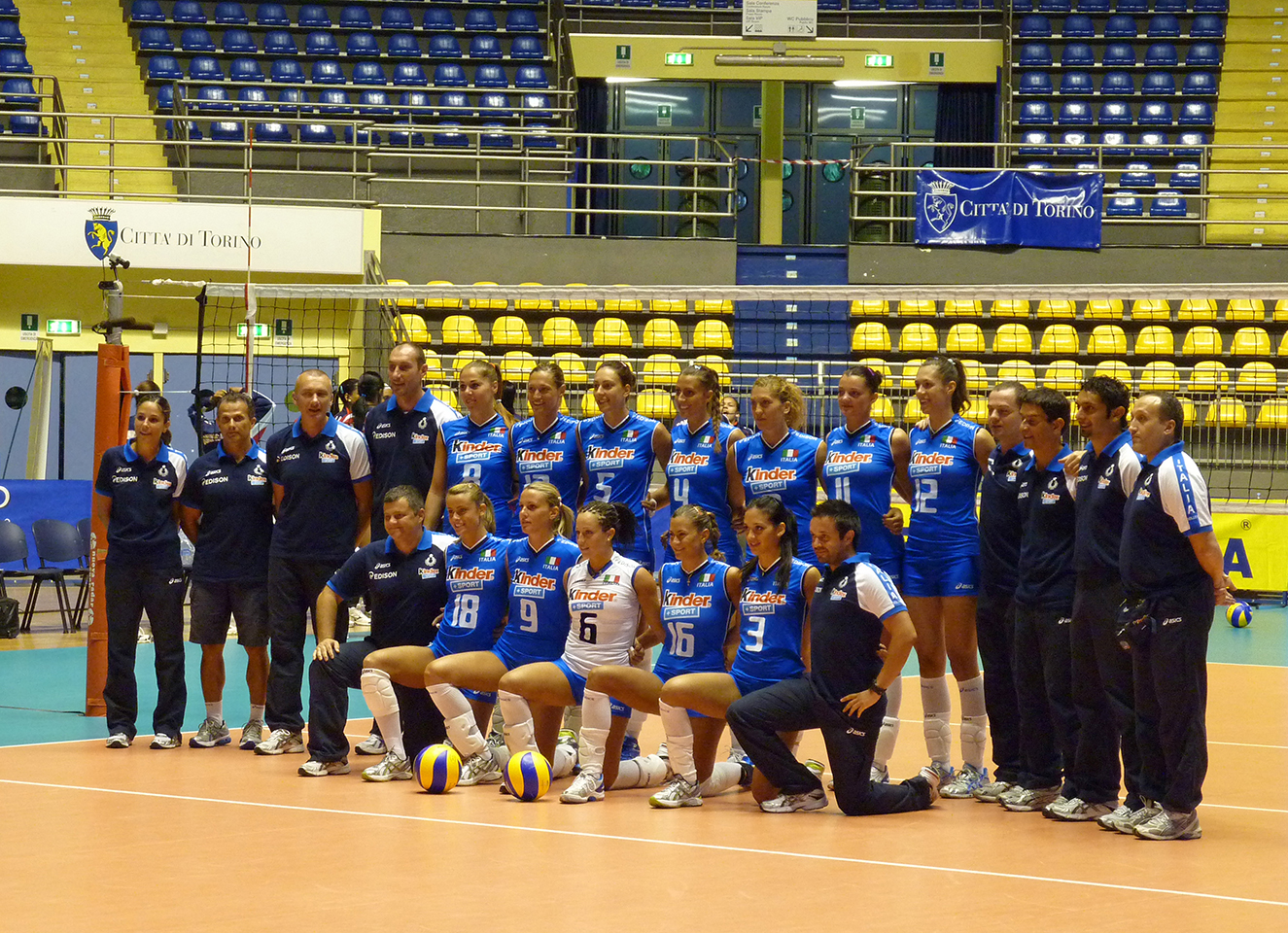
Italia

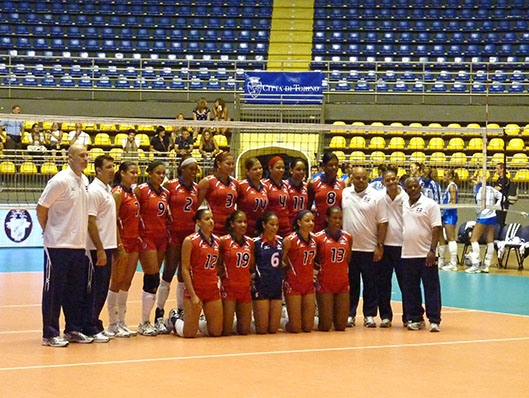
Repubblica Dominicana